# Charles Jean Marie Barbaroux
Charles Jean Marie Barbaroux, nascido em Marselha no dia 6 de Março de 1767 e guilhotinado em Bordeaux no dia 25 de Junho de 1794, é um político francês, diretamente ligado a grandes eventos da Revolução Francesa.
Advogado aos vinte anos, patriota ativo em sua cidade natal, de caráter exaltado, ele abraça com ardor os ideais revolucionários. Foi uma figura revolucionária em Marselha, onde dirigiu um jornal democrático que exerceu grande influência e, em 1789,  foi nomeado secretário da Comuna. Seguindo para Paris em 1791 como mandatário particular de sua cidade natal, torna-se a alma dos marselheses assim como um cavaleiro dedicado a Manon Roland, a famosa Madame Roland.
Sua contribuição com o "Batalhão de Marselheses" na Jornada de 10 de Agosto de 1792, jornada na qual salva a vida de muitos suiços e que marca a queda de Luís XVI de França, faz com que seja eleito deputado de Bouches-du-Rhône na Convenção. Faz-se notar na tribuna por sua beleza física além do dom da eloquência. Ficou a princípio ao lado dos Jacobinos, mas logo aproxima-se dos Girondinos Condorcet, Brissot, Vergniaud, Guadet, e do Ministro Roland, e pronuncia-se abertamente contra Marat e Robespierre. Em 25 de Setembro e 10 de Outubro, Barbaroux ousa denunciar a Comuna, Robespierre e todos os Jacobinos. Defendeu o Ministro Roland, foi dos mais ardorosos provocadores do processo de Luís XVI e votou pela morte do rei, porém adotou o sursis e pediu pela decisão popular. Não cessou de perseguir com sua eloquência corajosa os líderes dos "Massacres de Setembro de 1792".
Tendo os Montanheses eliminado os Girondinos, Barbaroux tornou-se proscrito em 2 de Junho de 1793, como inimigo da República una e indivisível. Preso, Barbaroux conseguiu escapar do policial que o guardava e refugiou-se em Caen, onde organizou, com outros proscritos, um exército que deveria libertar a Convencão e que foi derrotado na Batalha de Vernon. Embarca a seguir de Quimper para Bordeaux e refugia-se em Saint-Émilion, na Gironda, onde encontra asilo na loja de um peruqueiro chamado Troquart. Preso com Salles e Guadet nos campos próximos a Castillon, tenta se matar com um tiro de pistola na cabeça mas consegue apenas quebrar seu maxilar. Barbaroux é executado em 25 de Junho de 1794 em Bordeaux. 
Deixou fragmentos de memórias sobre a Revolução Francesa que foram publicados por seu filho, nascido em 1792, Charles Ogé Barbaroux, em 1822, e reeditados em 1866. Também foi conservada dele, além de diversos discursos, uma ode sobre vulcões.